# 季冶
季冶（?—?），姬姓，中国春秋时期鲁国三桓之一季氏的族人。 
前544年，鲁襄公出席楚康王的葬礼，回国时到达方城山。季武子占领了卞地，派公冶来问候襄公，又用封泥加印把信封好了，追上去给公冶，信上说：“听说戍守卞地的人要叛变，我带人讨伐，已得到卞地。”鲁襄公说：“想要卞地又说叛变，只是对我表示疏远。”鲁襄公问公冶自己是否可以进入国境，公冶回答：“君王有国家，谁敢违背君王？”鲁襄公赐给公冶冕服，公冶坚辞，鲁襄公勉强他，公冶只好接受。鲁襄公想不入国境，荣成伯赋诗《式微》，鲁襄公才回国。五月，鲁襄公回到鲁国。公冶把他的封邑送还给季氏，而且始终不再进入季孙的家门，说：“欺骗他的国君，何必派我？”季孙和他见面，就和季孙像以前一样说话。不相见，公冶始终不谈季氏。等到公冶病危，聚集他的家臣，说：“我死了以后，一定不要用冕服入敛，因为这不是由于德行而所得的赏赐。并且还不要让季氏来安葬我。”